# ツーショット (撮影技術)

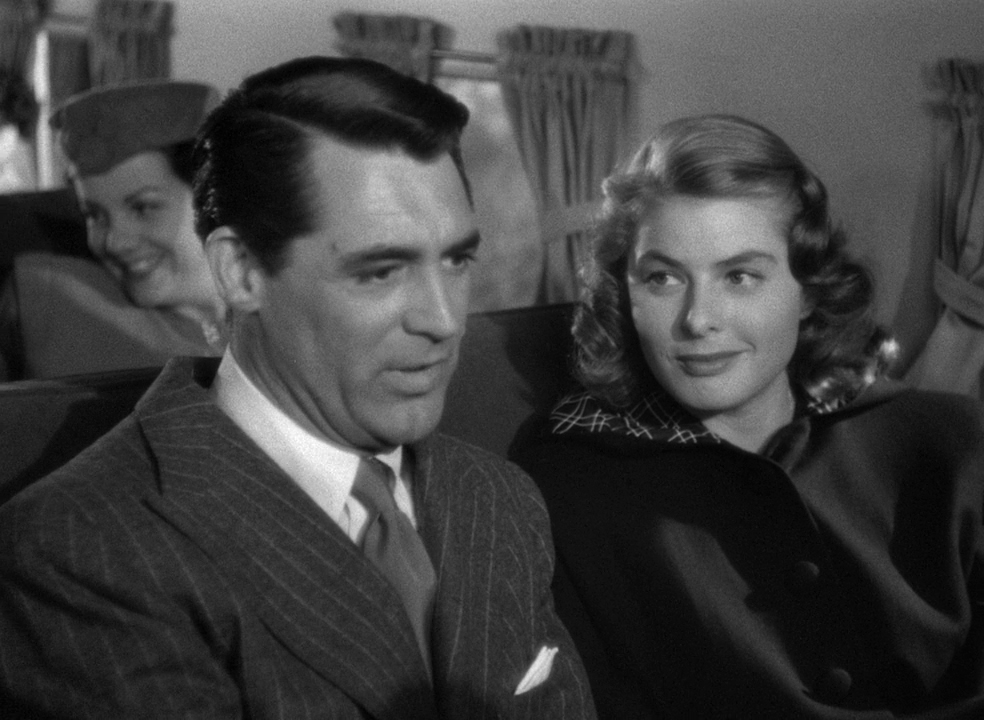
ツーショット

ツーショットとは、映画撮影用語で2人の人物を同一の画面におさめるクロースアップのことである。